# Hitomi Nabatame
Hitomi Nabatame (生天目 仁美?, Nabatame Hitomi; Sado, 4 agosto 1976) è una doppiatrice giapponese.
Lavora per l'agenzia Ken Production. È conosciuta per aver doppiato, nei videogiochi per adulti, Maki Tezuka, Fuka Hinami, Myu Nonaka e Ko Shiina. Inoltre ha cantato le sigle di apertura per l'anime Nogizaka Haruka no himitsu sotto il nome "Miran Himemiya and Chocolate Rockers"

## Doppiaggio

### Anime
- Akane Ryuuzouji in Walkure Romanze
- Akira Todo in Special A
- Amu Tranfa in SoltyRei
- Angela Takatsukasa in Asu no Yoichi!
- Ouka Hayasaka in Busou Renkin
- April in Coyote Ragtime Show
- Arcueid Brunestud in Lunar Legend Tsukihime
- Ayane Shido in Baldr Force EXE Resolution
- Ayumi Shibata in Hell Girl
- Cindy Campbell in Shinryaku! Ika Musume
- Chris in Kore wa zombie desu ka?
- Dorm Supervisor in A Certain Scientific Railgun
- Eriko Torii in Maria-sama ga Miteru
- Eriko Takahashi in Joshi Kōsei
- Erika Itsumi in Girls und Panzer
- Feena Fam Earthlight in Yoake Mae Yori Ruriiro Na
- Kagura in Prism Ark
- Kanade Jinguji in Gokujō Seitokai
- Kanade Sakurai in Candy Boy
- Kanade Yuki in Fortune Arterial'
- Kan-u Unchō in Ikki Tōsen
- Kate Scott in Trinity Blood
- Katsuie Shibata in Oda Nobuna no yabō
- Kei Kishimoto in Gantz
- Kiri Kikyo in Canvas 2 ~Niji iro no sketch~
- Liru in Renkin 3-kyū Magical ? Pokān
- Mana Aida/Cure Heart in Dokidoki! Pretty Cure
- Margery Daw in Shakugan no Shana
- Margery Daw in Shakugan no Shana Second
- Margery Daw in Shakugan no Shana III Final
- Matsuri in Rocket Girls
- Mayoi Katase in Acchi Kocchi
- Mei Mei in Nagasarete Airantō
- May Hikari to Mizu no Daphne
- Miki Onimaru in Muteki Kanban Musume
- Mikoto Suō in School Rumble
- Misa Anehara in Yoku Wakaru Gendai Mahō
- Misao Nanjō in Pani Poni Dash!
- Mitsuki Konishi in The World Ends With You: The Animation
- Miyabi in Macademi Wasshoi
- Momoko Orizuka in Kenkō Zenrakei Suieibu Umishō
- Mrs Wife Petter in Panty & Stocking with Garterbelt
- Nanao Ise in Bleach
- Nina Yamada in Mamotte! Lollipop
- Nobue Itoh in Ichigo Mashimaro
- Noi in Blue Dragon
- Oka Hayasaka in Buso Renkin
- Paulina Levinskaya in Astra - Lost in Space
- Rimururu in Samurai Spirits Zero (Zero Special)
- Rina Tachibana in Mushi-Uta
- Ruko Ayase in Nogizaka Haruka no himitsu
- Ryōko Yakushiji in Yakushiji Ryōko no Kaiki Jikenbo
- Saiko Tagaya in Nodame Cantabile
- Saori Bajina/Saori Makishima in Ore no imōto ga konna ni kawaii wake ga nai
- Sasha Jobson in Blassreiter
- Sayaka in Natsu no arashi!
- Sena Aoi in Chaos;Head
- Shirakawa in Elfen Lied
- Shizuma Hanazono in Strawberry Panic!
- Sonken Chuubou in Koutetsu Sangokushi
- Toko Yotsuya in Mieruko-chan[2]
- Uzume in Sekirei
- Ylva in Vinland Saga
- Yukiji Katsura in Hayate the Combat Butler
- Yuma Tonami in To Heart 2
- Yumiko Nakagawa in Pretty Cure
- Yuuma Amano/Reynalle in High School DxD
- Yuuna Miyama in Maburaho

### Film
- Mana Aida/Cure Heart in Eiga Pretty Cure All Stars New Stage 2 - Kokoro no tomodachi, Eiga Dokidoki! Pretty Cure - Mana kekkon!!? Mirai ni tsunagu kibō no dress, Eiga Pretty Cure All Stars New Stage 3 - Eien no tomodachi, Eiga Pretty Cure All Stars - Haru no carnival, Eiga Pretty Cure All Stars - Minna de utau Kiseki no mahō!, Eiga HUGtto! Pretty Cure Futari wa Pretty Cure - All Stars Memories
- Remedios Custodio in Overlord - Il film: Capitolo del Santo Regno

### Cartoni animati
- Ana in Secret Level

### Videogiochi
- Fei Rin in Anarchy Reigns
- Gladiia in Arknights
- Friedrich der Grosse in Azur Lane
- Elise in Breath of Fire 6
- Alicia in Bullet Witch
- Sena Aoi in Chaos;Head
- Sena Aoi in Chaos;Head Noah
- Sena Aoi in Chaos;Head Love Chu Chu!
- Poppy Kong in Donkey Kong Bananza
- Gerda in Dragon Quest VIII: L'odissea del re maledetto (versione 3DS) e Dragon Quest Rivals
- Bazett Fraga McRemitz in Fate/hollow ataraxia, Fate/tiger colosseum e Fate/unlimited codes
- Catria in Fire Emblem Heroes e Fire Emblem Echoes: Shadows of Valentia
- Sonia e L'Arachel in Fire Emblem Heroes
- Black Swan in Genshin Impact
- Hrist in God of War Ragnarök
- Nihilister in Goddess of Victory: Nikke
- Sig in Granblue Fantasy
- Elessa in Growlanser: Heritage of War
- Black Swan in Honkai: Star Rail
- Maria Torres in Hospital.: 6 Doctors
- Regina Serpente in Indivisible
- Aya in Infinite Undiscovery
- Diol Twee, Eliza in Otomedius
- Ayano in Luminous Arc 2
- Atlas in Mega Man ZX Advent
- Spica e Miyuki Sone in Nitroplus Blasterz: Heroines Infinite Duel
- Symmetra in Overwatch
- Olivia in Pokémon Masters EX
- Ai in Project Cerberus/Lost Child
- Shuhua Li in Quartett!
- Becky Welsh/Candy Cane in Rumble Roses e Rumble Roses XX
- Rimururu in Samurai Shodown V, Samurai Shodown VI, Samurai Shodown Sen e Granblue Fantasy
- Kan-u Unchō in Senran Kagura: Estival Versus e Senran Kagura: Peach Beach Splash
- Kan-u Unchō e Shizuka in Shinobi Master Senran Kagura: New Link
- Mono in Shadow of the Colossus
- Amy Sorel, Ashlotte Maedel e voci avatar femminili 3/4 in Soulcalibur IV
- Amy Sorel in Soulcalibur: Broken Destiny e Soulcalibur VI
- Viola in Soulcalibur V
- Millie Chliette in Star Ocean: First Departure
- Myuria Tionysis in Star Ocean: The Last Hope
- Nanase Sasahara in Senritsu no Stratus
- Maxine in Suikoden IV
- Oshawott, Zoroark, Chespin e Xerneas in Super Smash Bros. per Nintendo 3DS e Wii U e Super Smash Bros. Ultimate
- Grace Lynn in The Legend of Heroes: Trails from Zero, The Legend of Heroes: Trails to Azure, The Legend of Heroes: Trails of Cold Steel IV e The Legend of Heroes: Trails into Reverie
- Malia in The Witch and the Hundred Knight
- Rhyme e Mitsuki Konishi in The World Ends with You
- Maria Torres in Trauma Team
- Serebu Tachibana in Tsuyokiss
- Yuzuriha in Under Night In-Birth II [Sys:Celes]
- Ailyth in Valkyrie Profile: Covenant of the Plume
- Raquel Applegate in Wild Arms 4
- Principessa Non Morta in World of Final Fantasy
- Saki Honjou in Zettai Zetsumei Toshi 3

### Drama CD
- Riria in 07-Ghost
- Lucia Nahashi in Venus Versus Virus (Drama CD)
- Akatsuki Ayase in Rakka Ryūsui
- Kazusa Touma in White Album 2
- Gretia Dietrich in Kotonoha no Miko to Kotodama no Majo to Drama CD
- Eva Klein in Cyborg 009 Drama Album: Love Stories